# Ilulissat
Ilulissat (dánul: Jacobshavn) település Grönland Kitaa megyéjében, Ilulissat község székhelye. Lakossága 4737 fő, ezzel Grönland harmadik legnépesebb települése Nuuk és Sisimiut után.

## Földrajz
A település Grönland nyugati partjának középső részén fekszik, az északi sarkkörtől 200 km-re északra. Az Ilulissat-jégfjord 2004 óta a világörökség része.
2011-ben a január 13-ára várt napfelkeltét már két nappal korábban észlelték. A kutatók kizárták a geofizikai vagy csillagászati okokat, és nagyon valószínűnek tartják, hogy a globális felmelegedés a jelenség oka. Mivel a grönlandi jégtakaró gyorsan olvad, a horizont alacsonyabbra kerülhet, de nem zárják ki egy légköri jelenséget sem, a jégkristályok által kiváltott tükröződést a levegőben.

### Éghajlat
| Hónap                         | Jan.  | Feb.  | Már.  | Ápr.  | Máj. | Jún. | Júl. | Aug. | Szep. | Okt. | Nov.  | Dec.  | Év   |
| ----------------------------- | ----- | ----- | ----- | ----- | ---- | ---- | ---- | ---- | ----- | ---- | ----- | ----- | ---- |
| Átlagos max. hőmérséklet (°C) | −10,0 | −11,0 | −12,0 | −5,0  | 3,0  | 8,0  | 11,0 | 10,0 | 5,0   | −1,0 | −5,0  | −8,0  | −1,2 |
| Átlaghőmérséklet (°C)         | −13,5 | −14,5 | −15,5 | −8,5  | 0,0  | 5,0  | 8,0  | 7,0  | 2,0   | −4,0 | −8,0  | −11,0 | −4,4 |
| Átlagos min. hőmérséklet (°C) | −17,0 | −18,0 | −19,0 | −12,0 | −3,0 | 2,0  | 5,0  | 4,0  | −1,0  | −7,0 | −11,0 | −14,0 | −7,5 |
| Átl. csapadékmennyiség (mm)   | 12    | 13    | 12    | 13    | 16   | 22   | 29   | 26   | 35    | 26   | 23    | 17    | 244  |
| Havi napsütéses órák száma    | 0     | 28    | 93    | 180   | 297  | 300  | 279  | 217  | 120   | 62   | 30    | 0     | 1606 |
| Forrás: World Climate Guide   |       |       |       |       |      |      |      |      |       |      |       |       |      |